# Chuchra
Chuchra (ukr. Хухра) – wieś na Ukrainie, w obwodzie sumskim, w rejonie ochtyrskim. W 2001 liczyła 2069 mieszkańców, spośród których 2006 wskazało jako ojczysty język ukraiński, 60 rosyjski, 1 białoruski, a 2 inny.